# Crystal Springs, Florida
Crystal Springs är en så kallad census-designated place i Pasco County i Florida. Vid 20120 års folkräkning hade Crystal Springs 1 268 invånare.